# Joaquin Basilio Diaz
Joaquin Basilio Diaz (* 15. April 1920 in Arecibo, Puerto Rico; † 16. Juni 1978 in Rhode Island, Vereinigte Staaten) war ein puerto-ricanisch-US-amerikanischer Mathematiker und Hochschullehrer.

## Leben
Diaz zog mit 16 Jahren in die USA. Er studierte von 1936 bis 1938 am Washington & Jefferson College. 1940 erwarb er seinen Bachelor an der University of Texas at Austin. 1945 promovierte er an der Brown University auf dem Gebiet der angewandten Mathematik bei Lipman Bers mit einer Arbeit zum Thema On a Class of Partial Differential Equations of Even Order.
Von 1946 bis 1947 war Diaz Assistant Professor für Mathematik an der Carnegie Mellon University. 1947 wechselte er zur Brown University. 1950 wurde er wissenschaftlicher Mitarbeiter am Institut für Fluiddynamik und angewandte Mathematik der University of Maryland, College Park, wo er 1951 zum Associate Professor und 1956 zum ordentlichen Professor berufen wurde. 1957 ging er als Gastprofessor an das Massachusetts Institute of Technology. 1966 wechselte er von der Universität Maryland an die University of California, Riverside. Seit 1967 hatte Diaz den Albert-Einstein-Lehrstuhl in der Abteilung für Mathematik am Rensselaer Polytechnic Institute inne.

## Forschungsinteressen
Diaz forschte auf dem Gebiet der Analysis und der Differentialgleichungen.

## Mitgliedschaften, Preise und Anerkennung
Von 1951 bis 1956 arbeitete Diaz als Berater für die United States Atomic Energy Commission (AEC), von 1955 bis 1968 für das Naval Ordnance Laboratory (NOL), für das United States Army Research Laboratory und von 1964 bis 1971 für den National Research Council. Er war Mitglied der American Mathematical Society, der American Association of University Professors und der Vereinigungen Phi Beta Kappa und Sigma Xi.
Diaz wurde von der Brown-Universität 1978 als einflussreicher Lehrer und aktives Mitglied der mathematischen Gemeinschaft benannt.

## Familie
Joaquin Basilio Diaz war der Sohn von Joaquin Diaz de Haro und Juanita Diaz, geborene Reina. Er war seit 1944 verheiratet mit Eleanore Ursillo. Das Ehepaar hatte einen Sohn und eine Tochter.

## Veröffentlichungen (Auswahl)
- An elementary calculus exposition of the Lagrange multiplier rule, 1976, Houston J. Math. 2
- Mit Thomas Joseph Osler: Differences of fractional order, 1974, Mathematics of Computation 28 online
- Alexander Weinstein, 1973, Appl. Anal. 3
- Mit Beatriz Margolis: A fixed point theorem of the alternative, for contractions on a generalized complete metric space, 1968, Bull. Amer. Math. Soc. 74 online
- Mit Frederic Thomas Metcalf: Stronger forms of a class of inequalities of G. Polya-G. Szegö and L. V. Kantorovich, 1963, Bull. Am. Math. Soc. 69 online
- Mit Abdul Kadir Aziz: On Pompeiu's proof of the mean value theorem of the differential calculus of real valued functions, 1961, University of Maryland, College Park, Maryland, OCLC 1154617571 online
- On existence, uniqueness, and numerical evaluation of solutions of ordinary and hyperbolic differential equations, 1960, Ann. Mat. Pura Appl., IV. Ser. 52 online
- Mit Alexander Weinstein: The torsional rigidity and variational methods, 1948, Brown University, Carnegie Institut of Technology